# Anisodes conferta
Anisodes conferta là một loài bướm đêm trong họ Geometridae.